# JK Tallinna Kalev
A JK Tallinna Kalev, teljes nevén Jalgpalloklubi Tallinna Kalev észt labdarúgócsapat. A klubot 1911-ben alapították, székhelye Tallinnban van. Jelenleg a másodosztályban szerepel. A csapat mérkőzéseit a 12 000 néző befogadására alkalmas Kalevi Keskstaadionban játssza.
Az első osztályba 2006-ban jutott fel, miután a másodosztályban harmadik helyen végzett, és a feljutásért vívott rájátszásban legyőzte a JK Viljandi Tulevik csapatát.
1960-ban a Tallinna lett az első észt csapat, amely szerepelhetett a szovjet első osztályban. Első évükben 19., 1961-ben utolsó, vagyis 22. helyen végeztek, így első osztályú tagságuk mindössze 2 évig tartott.

## Sikerek
- Bajnok (2)

1923, 1930

## A legutóbbi szezonok
| Szezon   | Bajnokság | Poz.     | Mérk. | Gy  | D   | V   | RG   | KG   | GK   | Pont | Megjegyzés |
| -------- | --------- | -------- | ----- | --- | --- | --- | ---- | ---- | ---- | ---- | ---------- |
| 2003     | 4É        | 1        | 18    | 14  | 3   | 1   | 56   | 11   | 45   | 45   | [ 1 ]      |
| 2004     | 3K/É      | 1        | 28    | 22  | 3   | 3   | 90   | 32   | 58   | 69   | [ 2 ]      |
| 2005     | 2         | 4        | 36    | 18  | 9   | 9   | 85   | 71   | 14   | 63   | [ 3 ]      |
| 2006     | 2         | 3        | 36    | 20  | 6   | 10  | 84   | 63   | 21   | 66   |            |
| 2007     | 1         | 6        | 36    | 13  | 4   | 19  | 44   | 74   | −30  | 43   |            |
| 2008     | 1         | 8        | 36    | 6   | 8   | 22  | 37   | 70   | −33  | 26   | [ 4 ]      |
| 2009     | 1         |          |       |     |     |     |      |      |      |      | [ 5 ]      |
| Átlag    | Átlag     | Átlag    |       | 49% | 17% | 34% | 2.08 | 1.69 | 0.39 | 1.64 |            |
| Összesen | Összesen  | Összesen | 190   | 93  | 33  | 64  | 396  | 321  | 75   | 312  |            |

K/É = keleti/északi csoport; É = Északi csoport

## Ismertebb játékosok
- Liivo Leetma
- Raivo Nõmmik
- Kaimar Saag

## Külső hivatkozások
- Hivatalos weboldal